# Susan Maxman
Susan A. Maxman (30 de diciembre de 1938-) es una arquitecta estadounidense que fundó una empresa llamada Susan Maxman Arquitectos en 1985, la cual creció como Susan Maxman & Socios Ltd en 1995. Su empresa está asociada con un número grande de proyectos que implican un espectro ancho de servicios arquitectónicos, incluyendo diseño de edificios viejos y nuevos, restauración y trabajos de rehabilitación, informes de viabilidad, programación, preservación histórica y diseño de interior.  En 1992, fue la electa presidente del Instituto americano de Arquitectos, siendo la primera mujer en ocupar este puesto.  Fue reconocida nacionalmente al adoptar los  "principios del diseño sostenible" y en 2011 Maxman estuvo nominada por el presidente Barack Obama al Consejo de Administración del Instituto Nacional de Construir Ciencias.[4]

## Biografía y educación
Nació el 30 de diciembre de 1938 en Columbus, Ohio, sus hermanos mayores eran gemelos. Estudió la preparatoria en una escuela estatal para señoritas e ingresó a la universidad en el Smith College en Northampton, Massachusetts, en donde se graduó a los dos años de estudios. En 1958 contrajo matrimonio con Leonard Frankel con quien tuvo tres hijos: Andrew, Thomas, y Elizabeth. En 1965 la pareja le encargó al arquitecto de Filadelfia Louis Sauer, diseñar una casa de fin de semana para ellos en New Jersey, un acontecimiento que sería fundamental para que Susan decidiera finalmente perseguir la arquitectura.
Después, Susan se divorció de su primer esposo y se casó con William Maxman, padre de tres niños del matrimonio anterior. Con seis niños de edad escolar, Susan retomó su educación universitaria en 1970 como arquitecta teniendo como maestro a Louis Kahn en la Universidad de Pensilvania, obtuvo su maestría en Arquitectura en 1977.

## Carrera profesional
Después de terminar su maestría, empezó su carrera profesional con Kopple Sheward y Day. En 1980,  formó una sociedad llamada Maxman Sutphin Arquitectos con el arquitecto Ann Sutphin, compañero de clase en la Universidad de Pensilvania y posteriormente, en 1985 se independizó con la empresa Susan Maxman Arquitectos. Después de una década,  expandió su firma a Susan Maxman & Socios Ltd, asociando a cuatro arquitectos en el negocio.
Los primeros trabajos de Susan Maxman estuvieron dedicados a la rehabilitación y conservación histórica. Restauró el campamento de niñas Scout en Tweedale en Oxford, Pensilvania y fue reconocida por el premio AIA. El premio la llevó a otros contratos relacionados con Iglesia Episcopal, las Girls Scouts y muchos proyectos de ONGs, instituciones académicas, organizaciones de gobierno y organizaciones culturales con los cuales marcó una diferencia en diseño sostenible. Algunos ejemplos de dichos trabajos son la Restauración del Inmaculado Corazón de Mary Motherhouse en Monroe, Míchigan, y el Pez de Estados Unidos y Servicio de Fauna y flora  Cusano Centro de Educación Medioambiental en Filadelfia.
Otro de los trabajos de los cuales se lleva crédito su empresa es la conocida  "casa fabricada",  al prefabricar casas que fueron transportadas y situadas encascos urbanos, implementadas en 1997 por el Instituto de Casas Fabricadas. Estas casas tuvieron costos asequibles y se levantaron en Wilkinsburg, Washington D. C. y Louisville.
En 1997, su esposo William Maxman murió y años después, en el 2001 Susan se casó de nuevo. Su tercer esposo, Rolf Sauer, era un arquitecto de Filadelfia y tenía una hija del matrimonio anterior. Así con siete hijos, tres propios y cuatro de sus parejas, actualmente tiene 15 nietos.

## Afiliaciones
Susan se unió al Instituto americano de Arquitectura (AIA) en 1980. De 1981 a 1987 formó parte del Consejo de Administración del capítulo de Filadelfia de la misma asociación y en 1987,  se convirtió en la Presidenta de la Sociedad de Arquitectos de Pensilvania, estableciendo una revista regional para ellos. De 1983 a 1986, fue miembro de AIA Mujeres en el Comité de Arquitectura.  De 1989 a 1991 estuvo a cargo del Consejo de Administración del AIA Nacional. Fue elegida la 69.ª   Presidente de AIA —la primera mujeres en tomar este puesto en los 134 años de la historia de AIA—lo cual fue notable porque el primer miembro mujer, Louise Bethune, se había matriculado hace 103 años en 1883. En consideración a su función como primer presidente mujer de la organización, Susan escribió:
Nunca estuvo en mis planes ser presidente del AIA. Simplemente no estaba interesada, aunque sí tenía interés en promover mis ideas para conseguir que esta profesión mirara las cosas de manera diferente. Me interesó cuando hablé con arquitectas alrededor del país. Como miembro del grupo de mujeres de arquitectura en el AIA vi también cómo las mujeres sentían la profesión, qué tan hostil era para ellas, y qué decepcionante era y pensé que la mejor manera de mostrarles que pueden hacer cualquier cosa que se propongan si lo desean hacer de verdad era a través del ejemplo. Puedes ir más allá de las barreras y seguir adelante sin pensar en el hecho de ser mujer, sino simplemente ser la mejor que puedas en algo.
En 1992,  representó al AIA en la Cumbre de Tierra en Río de Janeiro. Como presidente del AIA, en una de las entrevistas Susan Maxman se extendió sobre el tema de sostenibilidad en los diseños arquitectónicos declarando:
Lo que es tan molesto es que no es algo nuevo ... Es solo que hemos olvidado todo lo que solíamos saber por sentido común. Ya no utilizamos el sentido común porque cuando el hombre empezó a controlar su entorno a través de [calefacción artificial y sistemas de enfriamiento] ...,  nos liberó y olvidamos que no es realmente una manera muy sostenible para diseñar.
En 1993, como Presidente del AIA, Maxman presidió  la convención del Instituto americano de Arquitectos y la Unión Internacional de Arquitectos (UIA), los más grandes de la historia reuniendo a arquitectos para dibujar, estimando alrededor de 5,000 arquitectos de más de 85 países, de Argentina a Zimbabue en Chicago para el Congreso Mundial de Arquitectos.

## Reconocimiento y premios
La firma de Maxman recibió muchos premios y reconocimiento por sus diseños. De sus 65 premios, 14 fueron premios de diseño del AIA y otros 14 fueron en reconocimiento por su importancia medioambiental.
Los reconocimientos profesionales de Susan Maxman incluyen los siguientes:
- Universidad de Socios, AIA
- Socio honorario del Instituto Arquitectónico Real de Canadá
- Miembro de Honor de La Federación de Colegios de Arquitectos de la República Mexicana.
- Doctorado honoris causa, Ball State University
- Doctorado honoris causa, Universidad de Detroit
- Hija distinguida de Pensilvania
- Thomas U. Walter Premio (primera en recibibirlo), AIA Filadelfia
- 50 mujeres en Premio Empresarial de Pensilvania.
- El "Shattering the Glass Ceiling" del Club Democrático Nacional de las mujeres